# Campionati europei juniores di biathlon 2020
I Campionati europei juniores di biathlon 2020 sono la 5ª edizione della manifestazione. Si sono svolti a Hochfilzen, in Austria, dall'11 al 12 marzo 2020.
I campionati costituiscono una tappa del circuito di IBU Junior Cup, il circuito giovanile del biathlon mondiale, per il quale assegnano punti; ne consegue che possano iscriversi anche atleti non europei; la classifica del campionato viene poi stilata considerando solamente gli atleti europei iscritti, mentre quella della gara è valevole per le classifiche del circuito cadetto.

## Podi

### Uomini
| Evento            | Oro              | Tempo   | Argento          | Tempo   | Bronzo             | Tempo   |
| 10 km sprint      | Alex Cisar       | 26:30.0 | Vítězslav Hornig | 26:51.2 | Niklas Hartweg     | 26:53.5 |
| 15 km individuale | Vítězslav Hornig | 44:26.5 | Alex Cisar       | 44:55.5 | Patrick Braunhofer | 45:40.7 |

### Donne
| Evento              | Oro            | Tempo   | Argento       | Tempo   | Bronzo               | Tempo   |
| 7,5 km sprint       | Ekaterina Bekh | 24:50.2 | Laura Boucaud | 25:11.6 | Anastasia Shevchenko | 25:23.7 |
| 12.5 km individuale | Anna Gandler   | 44:47.4 | Amina Ivanova | 46:04.2 | Joanna Jakieła       | 46:14.9 |

## Medagliere
| Pos.   | Nazione   | Oro | Argento | Bronzo | Totale |
| ------ | --------- | --- | ------- | ------ | ------ |
| 1      | Rep. Ceca | 1   | 1       | 0      | 2      |
| 1      | Slovenia  | 1   | 1       | 0      | 2      |
| 3      | Austria   | 1   | 0       | 0      | 1      |
| 3      | Ucraina   | 1   | 0       | 0      | 1      |
| 5      | Russia    | 0   | 1       | 1      | 2      |
| 6      | Francia   | 0   | 1       | 0      | 1      |
| 7      | Italia    | 0   | 0       | 1      | 1      |
| 7      | Polonia   | 0   | 0       | 1      | 1      |
| 7      | Svizzera  | 0   | 0       | 1      | 1      |
| Totale | Totale    | 4   | 4       | 4      | 12     |